# Jaguar F-Type
La Jaguar F-Type è un'autovettura prodotta dalla Jaguar dal 2013 a metà giugno 2024.

## Contesto
La F-Type è stata proposta dalla casa automobilistica britannica come un'erede spirituale della Jaguar E-Type degli anni '60.

## Tecnica

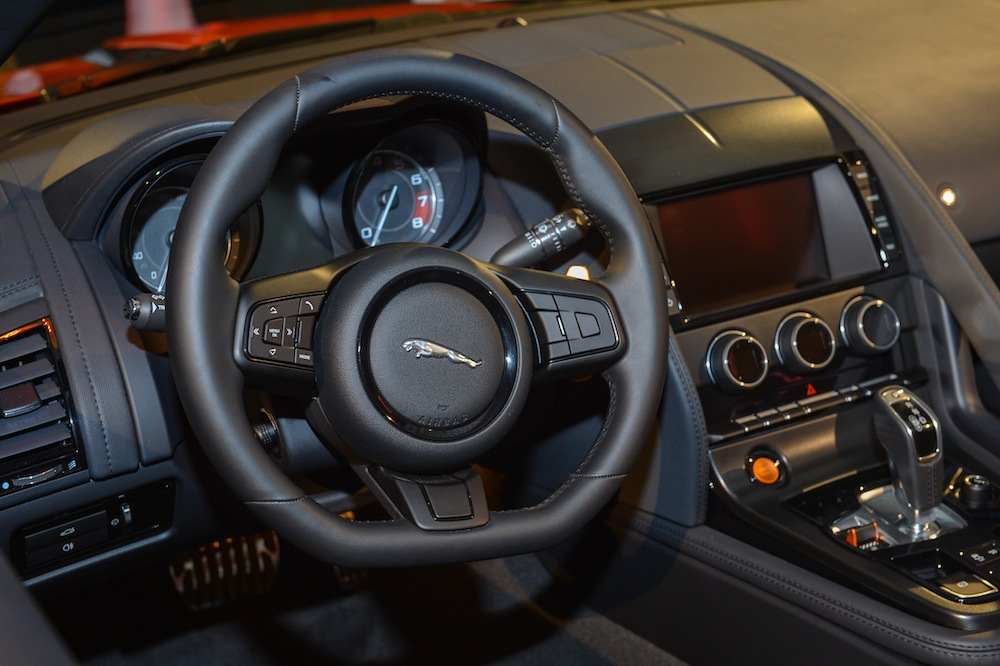
L'interno della F-Type

La vettura è stata presentata con tre diversi propulsori, e cioè due V6 3.0 sovralimentati che erogano rispettivamente 340 CV e 380 CV e un V8 5.0 con compressore volumetrico 550 CV. Quest'ultimo, permette alla vettura un'accelerazione da 0 a 100 km/h in 4.3 secondi, con una velocità massima di 300 km/h. Successivamente sono state presentate le versioni a quattro ruote motrici del modello, e la versione Jaguar F Type R con il 5.0 V8 potenziato. La F Type R a trazione integrale raggiunge i 100 chilometri orari in 4 secondi.
A partire dal 2017 è stata introdotta una nuova versione che monta un motore 4 cilindri in linea 2.0 da 300 CV.
Tutti i motori vengono gestiti da un cambio automatico Quickshift a 8 marce, con l'eccezione di un cambio manuale a 6 marce (ZF S6-45) che veniva montato su richiesta sui motori V6.
La carrozzeria, costruita in alluminio, porta la vettura ad un peso di circa 1600 kg. Essa, per quanto riguarda il design, presenta una doppia branchia intorno alla calandra anteriore, delle fiancate muscolose e dei fari posteriori sottili.

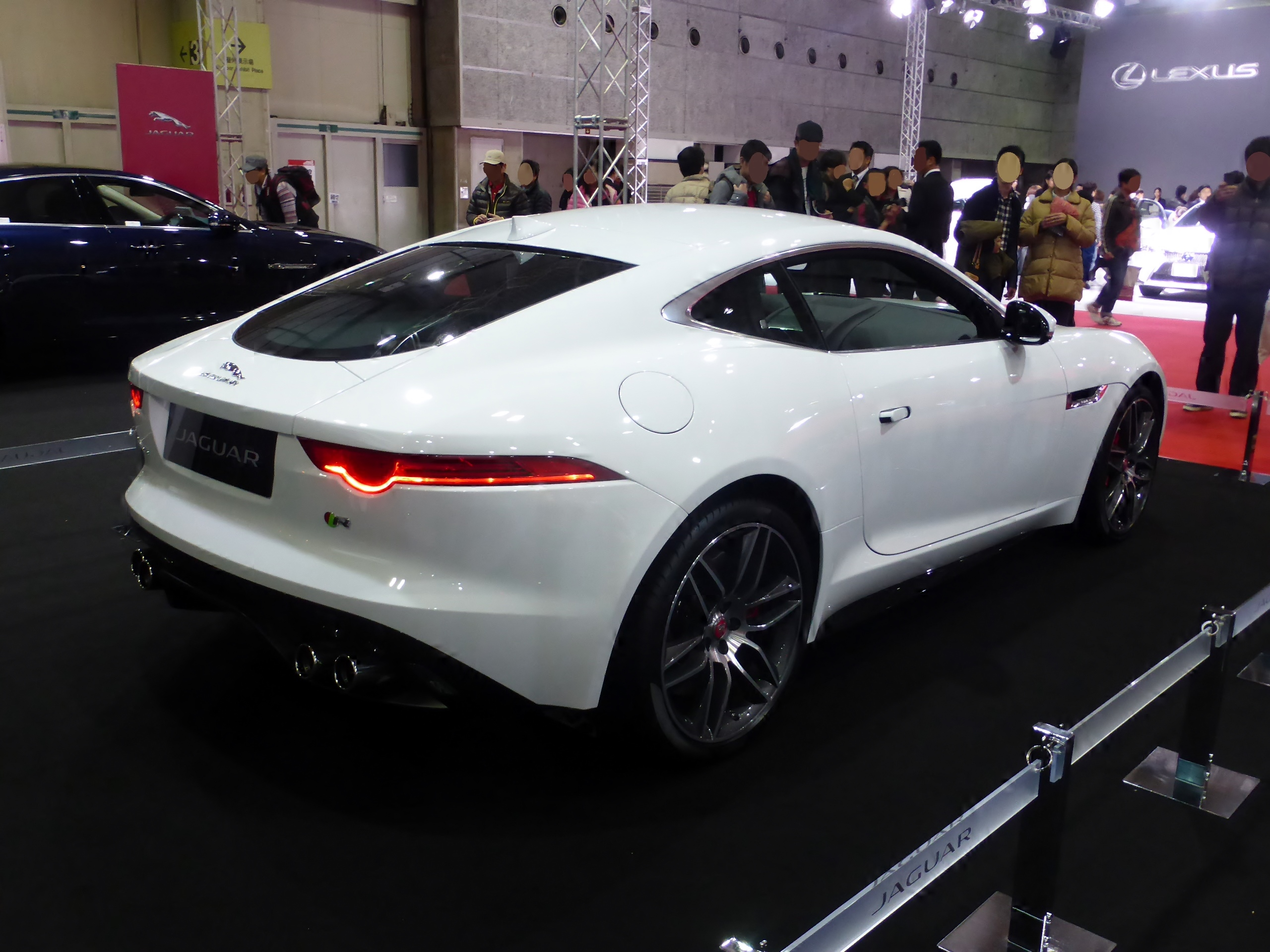
Posteriore della F-Type R Coupé

Le sospensione della F-Type all'anteriore ha un doppio braccio oscillante e al posteriore con ammortizzatori adattivi e le impostazioni delle sospensioni sono regolabili per consentire al guidatore di regolare la guida e maneggevolezza dell'auto. La F-Type ha un totale di 25 diverse modalità di guida programmate per soddisfare le diverse condizioni della strada e stili di guida.

## Versioni

### F-Type coupé R
Durante il Salone dell'automobile di Los Angeles del 2013, la Jaguar ha presentato la versione R della F-Type. Con questa nuova versione ha esordito anche la variante di carrozzeria coupé della F-Type che mantiene tutte le caratteristiche motoristiche e meccaniche, ma viaria nell'estetica con la presenza nella parte posteriore di un tetto e un lunotto fissi molto spioventi non presenti nella roadster e nella telaistica. Il telaio è stato irrobustito per aumentare la rigidità torsionale e la cellula abitacolo è stata realizzata mediante archi in alluminio a causa dell'assenza di un montante centrale. Gli interni sono stati rivestiti in pelle. Meccanicamente è stato installato un propulsore V8 5.0 compresso gestito dal cambio automatico a 8 rapporti Quickshift. La potenza è di 550 CV che spingono la vettura alla velocità limitata elettronicamente di 300 km/h, con accelerazione da 0 a 100 km/h in 4 secondi.

### F-Type SVR

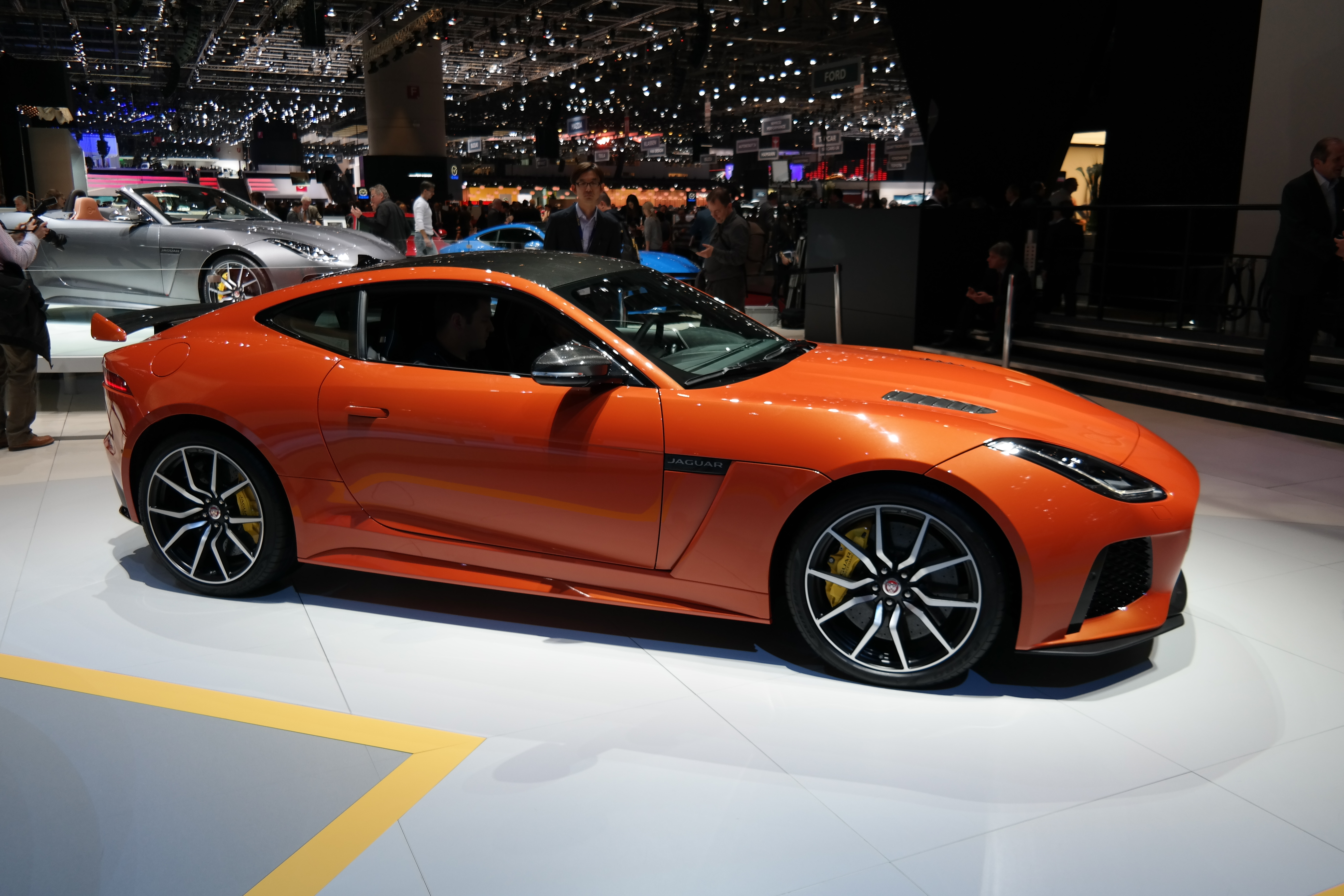
F-Type SVR Coupé

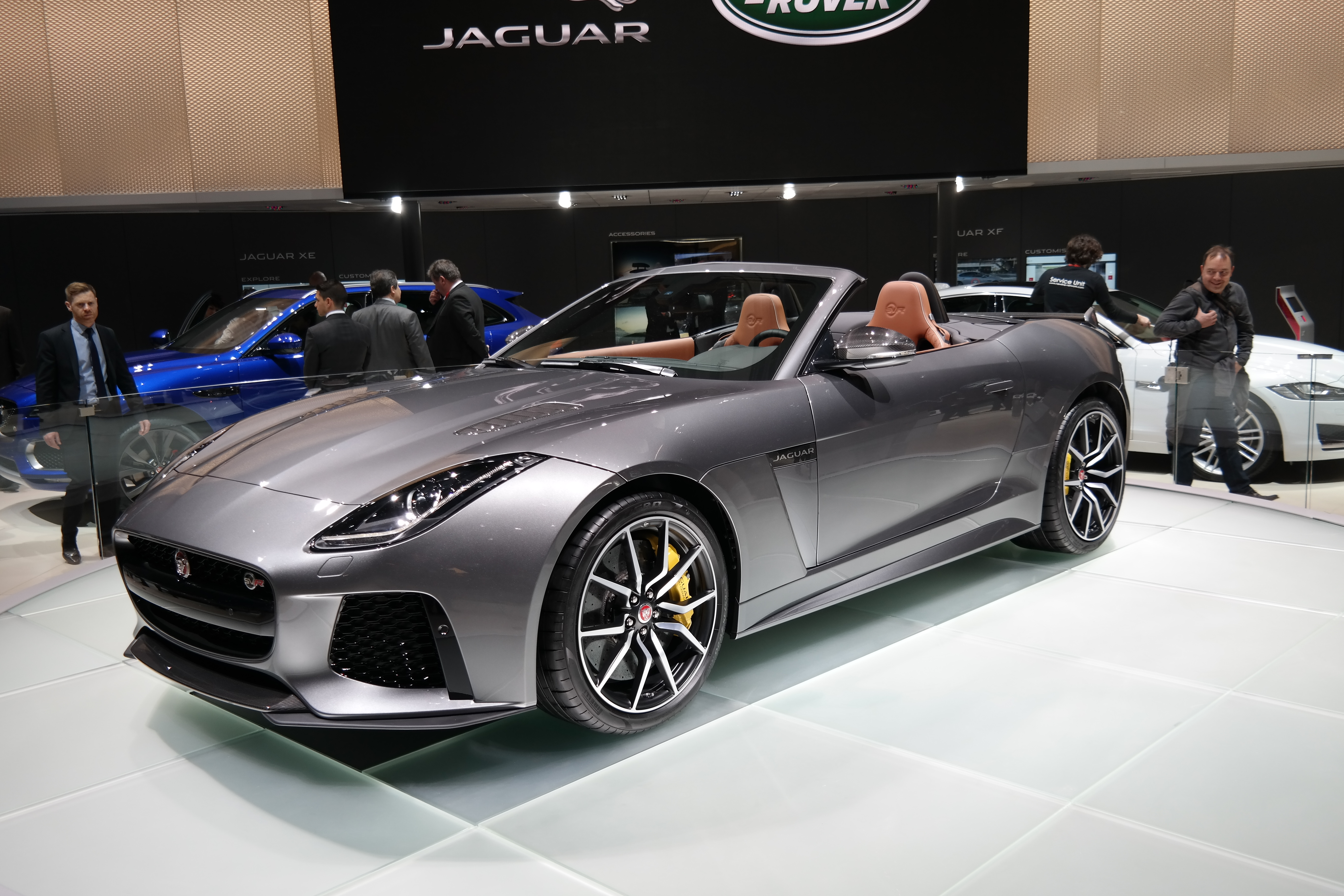
F-Type SVR

Al Salone di Ginevra 2016 Jaguar presenta la F-TYPE SVR. Il motore è lo stesso della F-Type R con una potenza di 575 CV, che rende questo il modello di punta della gamma F-Type. Grazie a questo motore, le permette di raggiungere una punta massima di 320 km/h per la coupé e 314 km/h per la cabrio e una accelerazione nello 0 a 100 km/h in 3,7 secondi. La trasmissione è affidata a un cambio automatico a 8 marce e a una trazione integrale.

## Restyling 2019

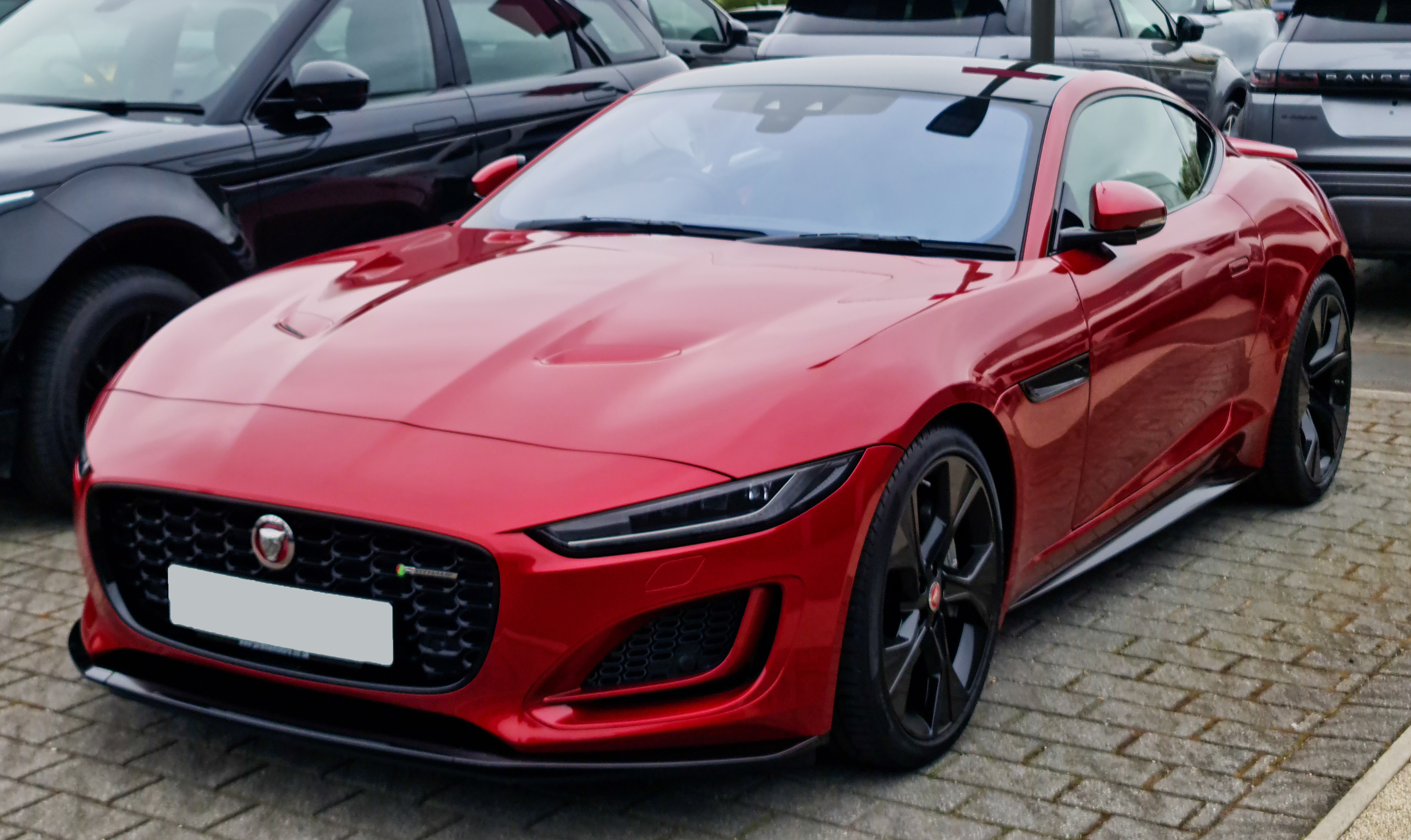
F-Type Coupe R-Dynamic Restyling

La F-Type è stata sottoposta ad un restyling a dicembre 2019, che ha coinvolto sia il design della carrozzeria e la dotazione tecnologica che la meccanica e le motorizzazioni. All'esterno, la versione aggiornata ha ricevuto nuovi fari denominati Pixel LED a sviluppo orizzontale anziché verticale con il cofano e paraurti ridisegnati, nuovi fanali posteriori più sottili sempre a LED, cerchi da 20 pollici a 10 razze e nuove colorazioni per la vernice esterna. Altri cambiamenti hanno coinvolto anche gli interni, che montano un nuovo quadro strumenti digitale da 12,3 pollici e un sistema di infotainment denominato Touch Pro da 10 pollici. Il motore V6 è disponibile solo sul mercato nordamericano, con la variante SVR che è stata rimossa dalla gamma. La gamma è composta dai seguenti modelli.

### P300

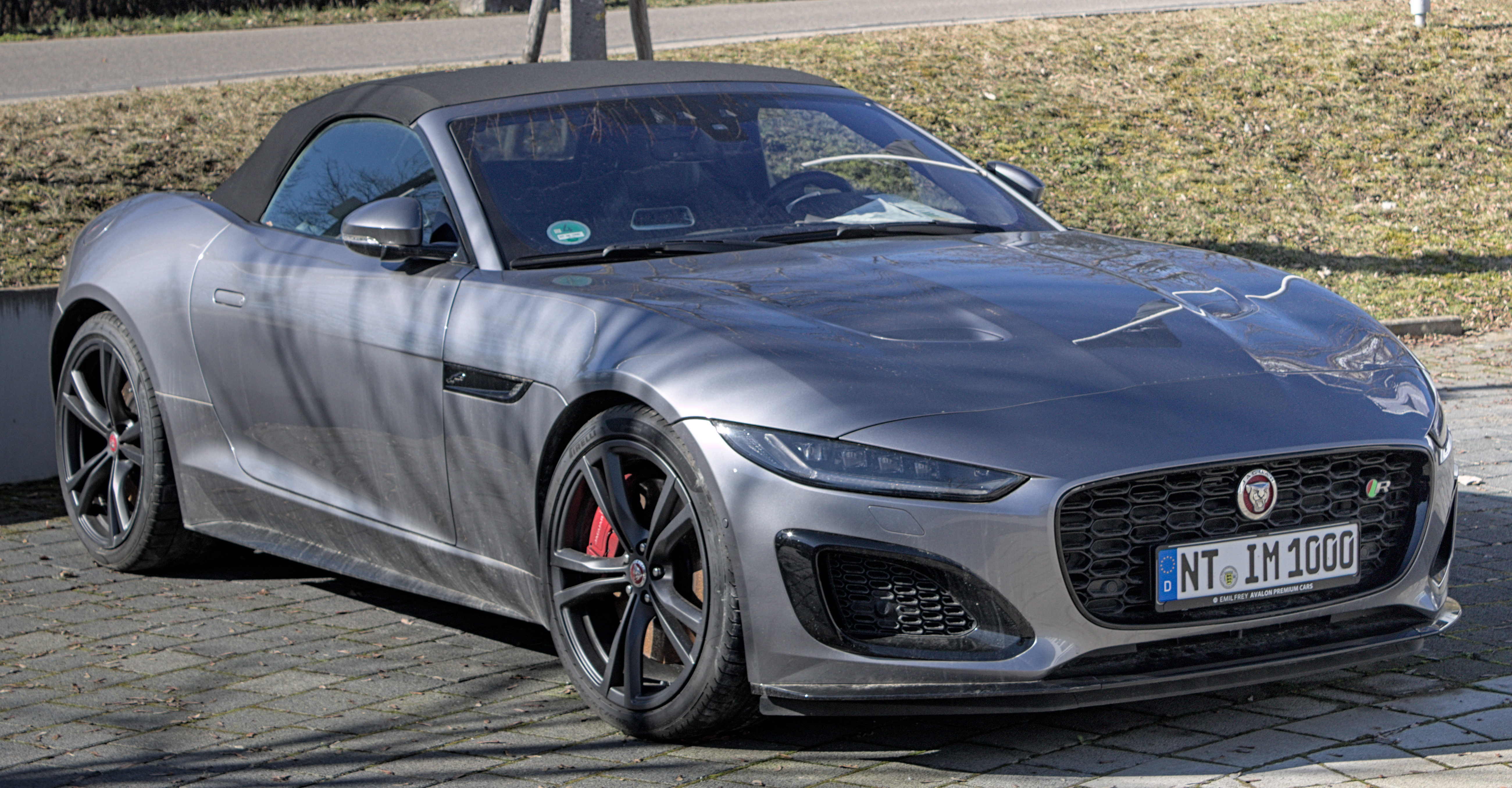
F-Type Convertible Restyling

La Jaguar F-Type P300 è il modello entry-level con un motore in linea a 4 cilindri turbo della famiglia Ingenium da 2,0 litri con una potenza di 300 CV, che accelera a da 0 a 100 in 5,7 secondi, con una velocità massima di 250 km/h.

### P380
Questa variante della F-Type è esclusivamente esportata sul mercato nordamericano ed è lo stesso V6 con potenza di 380 CV della variante pre-restyling.

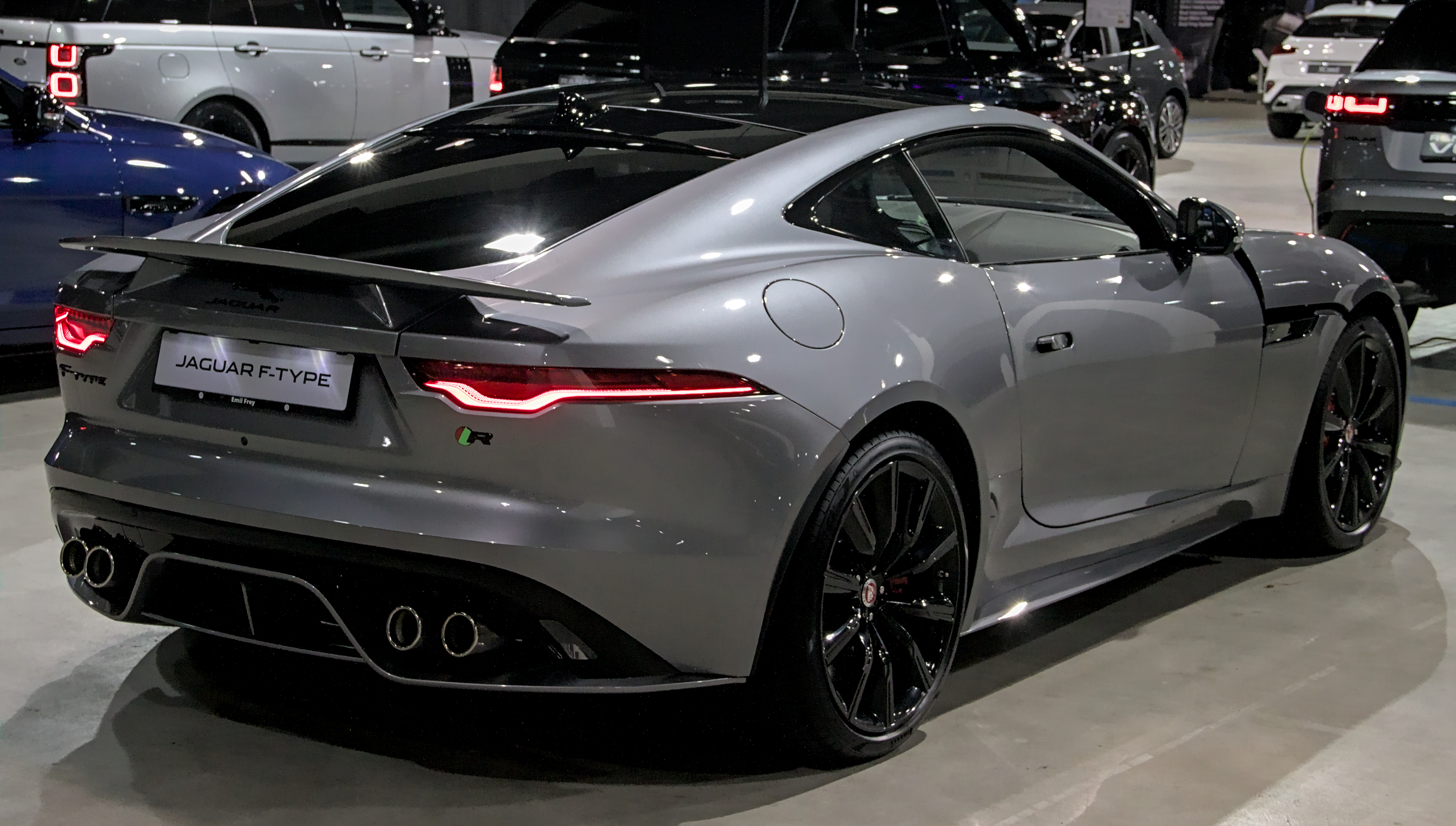
F-Type R P575

### P450
La P450 condivide lo stesso V8 da 5.0 litri sovralimentato con la F-Type R, ma depotenziato a 450 CV e 580 Nm di coppia, che accelera nello 0-100 km/h in 4,6 secondi con una velocità massima di 284 km/h.

### R P575
Nel 2020 viene introdotta la variante di punta della F-Type, che monta sempre il motore V8 sovralimentato da 5,0 litri ma con una potenza di 575 CV, 25 CV in più rispetto al modello precedente, che la fa accelerare da 0 a 97 km/h in 3,6 secondi e con una velocità massima limitata elettronicamente di 300 km/h.

## Motorizzazioni
| Allestimento       | Motore                        | Anni      | Versione             | Cilindrata | Potenza @ rpm, Coppia @ rpm       | Emissioni (CO2) |
| F-TYPE (new entry) | 2.0 turbocompresso L4 benzina | 2017-2024 | Coupé e Convertibile | 1999 cm³   | 300 CV @ 5500, 400 Nm @ 1500-4500 | 188 g/km        |
| F-TYPE             | 3.0 sovralimentato V6 benzina | 2013-2024 | Coupé e Convertibile | 2995 cm³   | 340 CV @ 6500, 450 Nm @ 3500-5000 | 209 g/km        |
| F-TYPE S           | 3.0 sovralimentato V6 benzina | 2013-2024 | Coupé e Convertibile | 2995 cm³   | 380 CV @ 6500, 460 Nm @ 3500-5000 | 213 g/km        |
| F-TYPE R           | 5.0 sovralimentato V8 benzina | 2013-2014 | Convertibile         | 5000 cm³   | 495 CV @ 6500, 625 Nm @ 2500-5500 | 259 g/km        |
| F-TYPE R           | 5.0 sovralimentato V8 benzina | 2014-2024 | Coupé e Convertibile | 5000 cm³   | 550 CV @ 6500, 680 Nm @ 2500-5500 | 259 g/km        |
| F-TYPE SVR         | 5.0 sovralimentato V8 benzina | 2016-2024 | Coupé e Convertibile | 5000 cm³   | 575 CV @ 6500, 700 Nm @ 3500-5000 | 269 g/km        |
| F-Type Project 7   | 5.0 sovralimentato V8 benzina | 2014      | Project 7            | 5000 cm³   | 570 CV, 680 Nm                    | 269 g/km        |

## Edizioni limitate

### F-Type Project 7

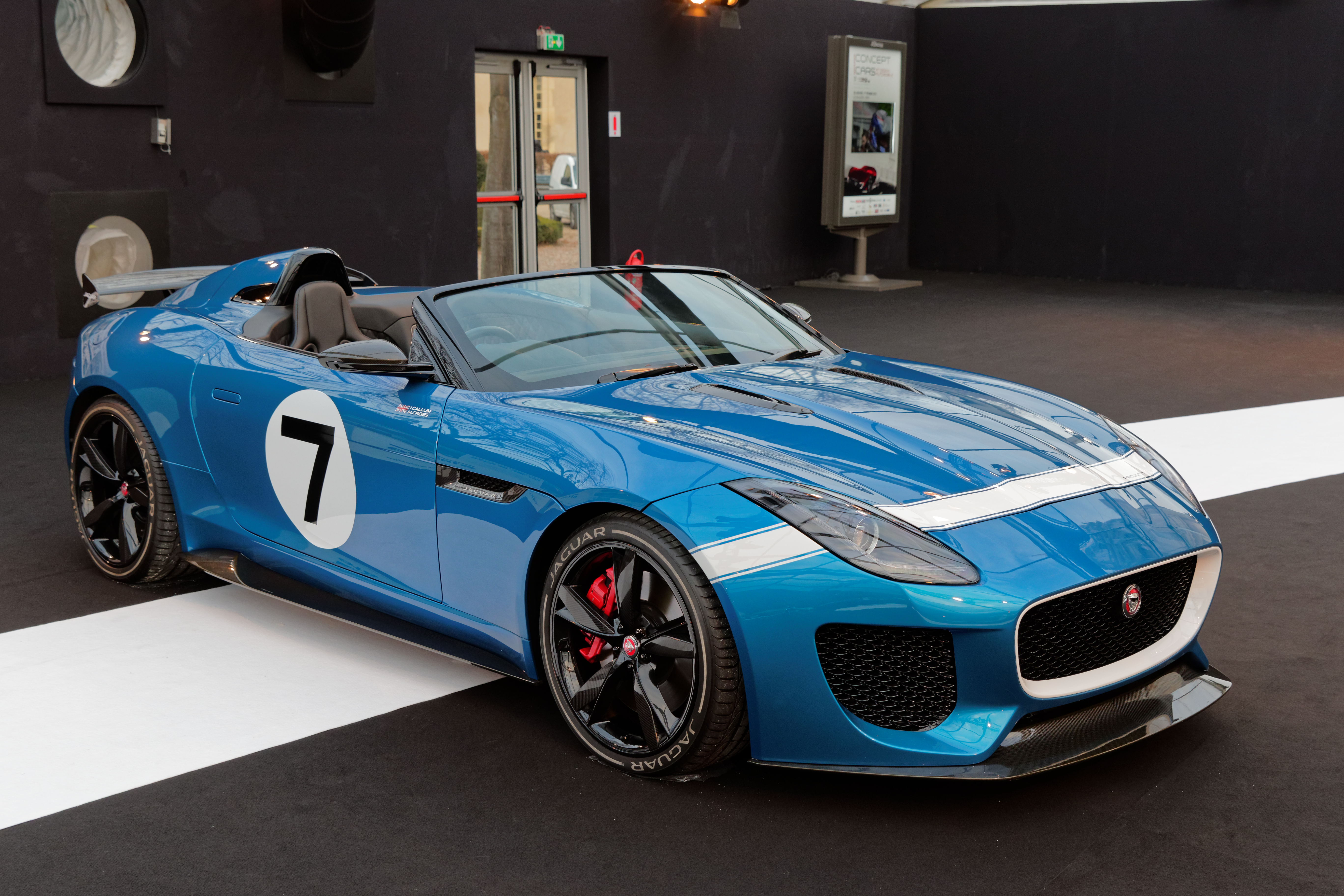
Jaguar F-Type Project 7

Per il Goodwood Festival of Speed del 2014 la casa inglese intraprese la realizzazione di una versione potenziata della F-Type limitata a 250 esemplari. Denominata Project 7, era equipaggiata con un propulsore V8 5.0 litri dotato di compressore volumetrico da 570 CV di potenza gestito dal cambio automatico a otto marce Quickshift, permettendo al mezzo una accelerazione da 0 a 100 km/h in 3,9 secondi. Era inoltre equipaggiata con barre anti-rollio, sospensioni anteriori maggiorate, ammortizzatori adattivi, molle irrigidite, un impianto frenante costituito da freni a disco in carboceramica e un sistema torque vectoring.